# 桓叔兴
桓叔兴（5世纪—6世纪），北魏官員，桓诞子，桓晖弟。永平初年为太守，东荆州刺史表奏他前后招慰大阳蛮归附者一万七百户，请求置十六郡、五十县，诏前镇东府长史郦道元检查、设置。
延昌元年（512年），桓叔兴被北魏任为南荆州刺史，治安昌，隶属于东荆州。三年（514年）六月，梁武帝发兵攻打九山，百姓扰动。桓叔兴以威仪安定蛮族。梁皇侄雍州刺史西昌侯萧渊藻遣其将虎旅将军、新丰县开国子蔡令孙、冠军将军席世兴、贞义将军蓝次孙三将入侵南荆州西南，沿襄沔上下，破掠诸蛮。梁龙骧将军蛮族酋长楚石廉叛梁来请援，桓叔兴与其督集蛮夏二万余人击破梁军，桓叔兴亲自击破梁军，斩蔡令孙、席世兴、蓝次孙。萧渊藻又遣新阳太守邵道林于沔水之南、石城东北设立清水戍，作为抄掠的基地，又被桓叔兴遣诸蛮击破。四年（515年），桓叔兴上表请求不隶属东荆州，获准。梁军每次入寇劫掠，都被桓叔兴击破。
正光二年（521年）二月前，桓叔兴叛投南梁。北魏召太尉行参军穆纂为东荆州长史，加前将军，统军讨伐，大破之。五月，一作七月，桓叔兴驱掠城民，据所部投降南梁。梁武帝送他兵粮，令他筑谷陂城设立洛州，进逼土山戍。北魏诏中散大夫李晔持节，兼尚书左丞为行台，督诸军讨伐桓叔兴，大破之，乘胜攻克谷陂，桓叔兴退走。
桓叔兴叛逃后，南荆州荒毁，领军元乂举荐永宁寺典作副将李志才任抚导，擢为南荆州刺史，加征虏将军。